# Jürgen Kloosterhuis
Jürgen Kloosterhuis (né le 4 mars 1950 à Cobourg) est un archiviste et historien allemand. De 1996 à 2017, il est directeur des Archives d'État secrètes du patrimoine culturel prussien (de).

## Biographie
Jürgen Kloosterhuis étudie l'histoire, l'allemand, la philosophie et les sciences politiques à l'Université de Fribourg et à l'Université de Vienne. Au cours de ses études, il devient membre des fraternités Neoborussia Halle (de) zu Freiburg, Preußen Danzig et Cimbria Wien, dont il décrit le passé dans de nombreuses publications.
De 1979 à 1980, il effectue le service préparatoire aux Archives d'État de Detmold (de) et à l'École d'archives de Marbourg (de) en tant qu'avocat stagiaire pour l'État de Rhénanie-du-Nord-Westphalie. En 1981, il reçoit son doctorat. Il commence sa carrière d'archiviste en 1980 aux Archives d'État de Münster. Il y travaille pendant 16 ans au total. En 1996, il devient directeur des Archives secrètes d'État du patrimoine culturel prussien à Berlin. Il prend sa retraite en juillet 2017.
Kloosterhuis est membre de nombreuses associations et comités professionnels, est professeur honoraire à l'Université libre de Berlin pour l'histoire moderne et les sciences auxiliaires historiques depuis 2004 et est l'auteur de nombreuses publications scientifiques.

## Adhésions (sélection)
- Commission historique de Westphalie (depuis 1992)
- Groupe de travail pour l'histoire prussienne (depuis 1995)
- Commission historique prussienne (depuis 1996)
- Herold (depuis 1996)
- Commission historique d'étude de la franc-maçonnerie (depuis 1996)
- Commission historique de Berlin (depuis 1997)
- Commission d'histoire militaire de la République fédérale d'Allemagne (depuis 2001)

## Travaux (sélection)
Une liste des publications peut être trouvée dans : Hans-Christof Kraus, Frank-Lothar Kroll (éd. ) : Historiker und Archivar im Dienste Preußens. Festschrift für Jürgen Kloosterhuis, Duncker & Humblot, Berlin 2015, pp. 645–656 (édité par Mario H. Müller).
- Legendäre „lange Kerls“. Quellen zur Regimentskultur der Königsgrenadiere Friedrich Wilhelms I., 1713–1740. Geheimes Staatsarchiv Preußischer Kulturbesitz, Berlin 2003,  (ISBN 3-923579-03-9).
- Annäherungen an Friedrich Wilhelm I. Eine Lesestunde im Schloss Königs Wusterhausen, Duncker & Humblot, Berlin 2011,  (ISBN 978-3-428-13730-5).
- Katte. Ordre und Kriegsartikel. Aktenanalytische und militärhistorische Aspekte einer „facheusen“ Geschichte, 2. durchges. und erw. Auflage, Duncker & Humblot, Berlin 2011,  (ISBN 978-3-428-13607-0).